# Ochavo de Sepúlveda
El ochavo o tesorería de Sepúlveda es una división administrativa castellana de origen medieval perteneciente a la Comunidad de Villa y Tierra de Sepúlveda.
Los ochavos son una división administrativa que, en un principio, equivalían a la octava parte de un territorio determinado, generalmente comprendían una parte del término rural dependiente de una villa, rigiéndose en este caso por el Fuero de Sepúlveda.
Este ochavo se compone en exclusivo por la villa de Sepúlveda y su arrabal histórico de Santa Cruz, siendo por tanto la capital comunitaria.

## Comunidad de Villa y Tierra de Sepúlveda
La Comunidad de Villa y Tierra de Sepúlveda se divide en seis ochavos, aunque en un principio fueron ocho. Los ochavos en activo que pertenecen a la Comunidad de Villa y Tierra de Sepúlveda se encuadran dentro de la actual provincia de Segovia. Estos ochavos son:
- Ochavo de Sepúlveda
- Ochavo de Cantalejo
- Ochavo de Prádena
- Ochavo de las Pedrizas y Valdenavares
- Ochavo de la Sierra y Castillejo
- Ochavo de Bercimuel

En el pasado estuvieron también bajo fuerte influencia Maderuelo y Pedraza. Formando además parte del territorio los ochavos de:
- Ochavo de Fresno de Cantespino, hasta su segregación en el siglo XII como Comunidad de Villa y Tierra de Fresno de Cantespino (de la que después se desgranaría también la villa de Riaza).
- Ochavo de Sierra, cuyo territorio está hoy, tras años de disputas, repartido entre las provincias de Guadalajara y Madrid.

## Localidades del ochavo de Sepúlveda
El ochavo de Sepúlveda, parte de las Comunidades Segovianas, se compone en exclusivo por la villa de Sepúlveda y su arrabal histórico de Santa Cruz, aunque por cuestiones de practicidad se viene permitiendo que los habitantes de las localidades anexionadas al municipio de Sepúlveda en los últimos años que sean participes también de la política activa de este ochavo además de al que pertenecen históricamente.
Estos pueblos que perdieron su ayuntamiento propio para quedar incorporados a Sepúlveda en el último siglo son: Aldehuelas de Sepúlveda, Castrillo de Sepúlveda, Consuegra de Murera, Duratón, Hinojosas del Cerro, Perorrubio, Tanarro, Vellosillo, Villar de Sobrepeña y Villaseca.